# 1Ł219 Zoopark-1
1Ł219 Zoopark-1 (ros. indeks GRAU 1Л219 «Зоопарк-1») – rosyjski radarowy system rozpoznania i kierowania ogniem (radar kontrbateryjny). Przeznaczony do rozpoznania stanowisk broni ogniowej wroga np. (MLRS, stanowisk artylerii i moździerzy, taktycznych wyrzutni rakiet, systemów obrony powietrznej). Obliczania trajektorii pocisków i miejsca ich upadku, kontroli prowadzenia ognia z broni własnej, śledzenia przestrzeni powietrznej i sterowania bezzałogowymi statkami powietrznymi, znajdujący się na wyposażeniu Sił Zbrojnych Federacji Rosyjskiej. 

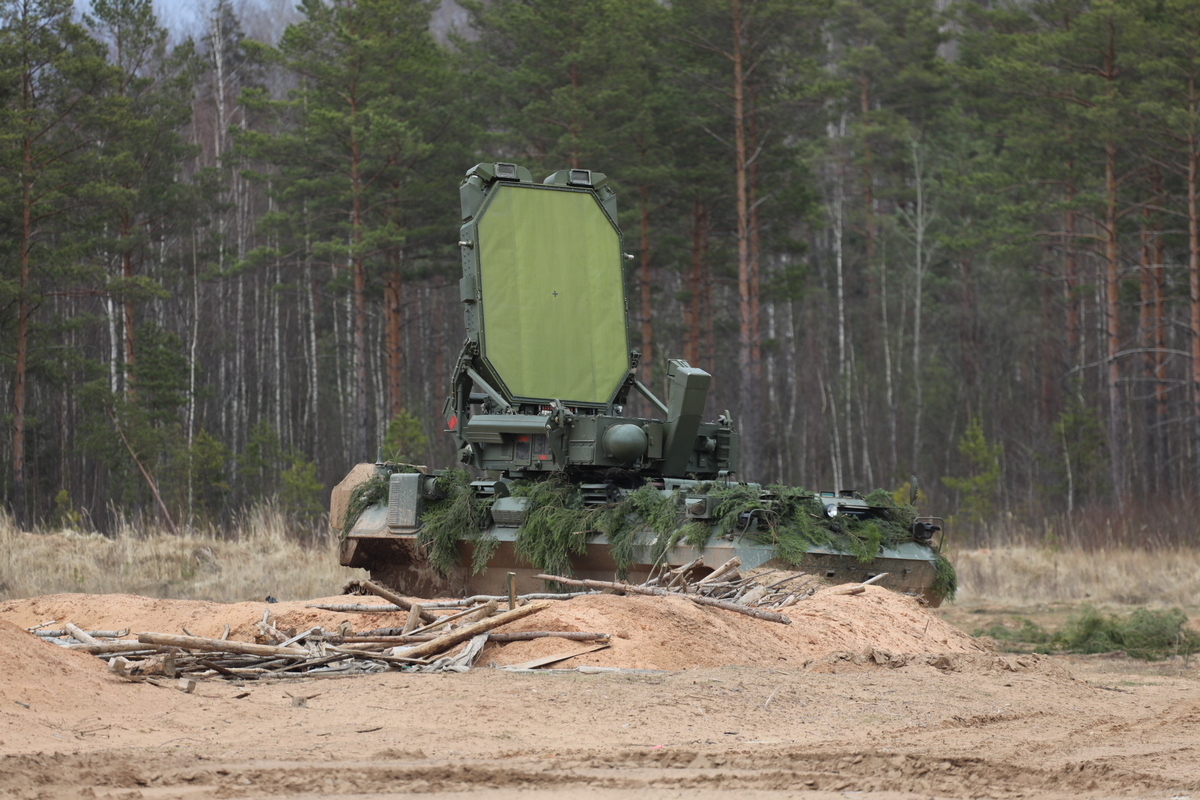
Zoopark-1N. a stanowisku kontroli i dowodzenia

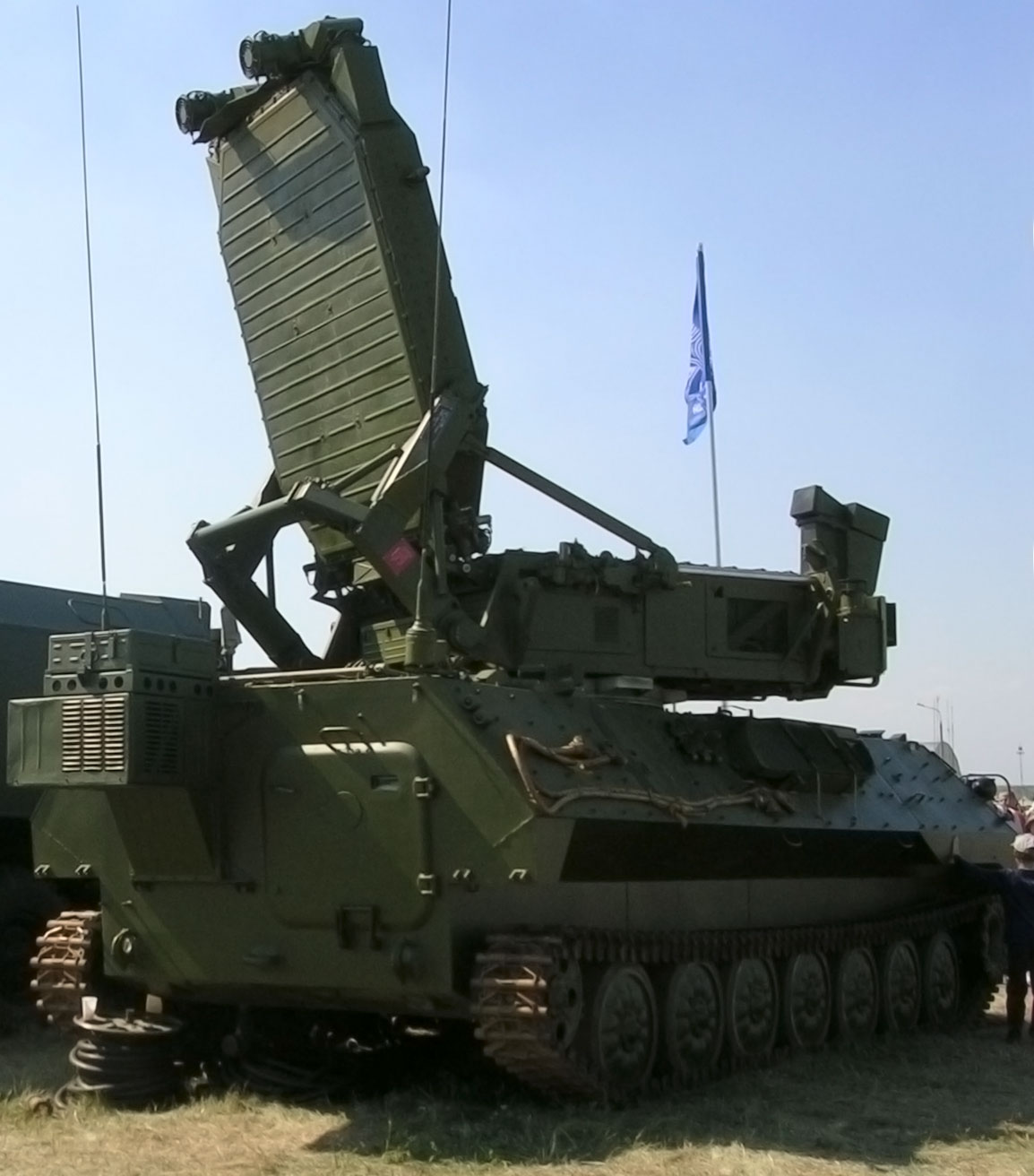
Zoopark-1 z tyłu

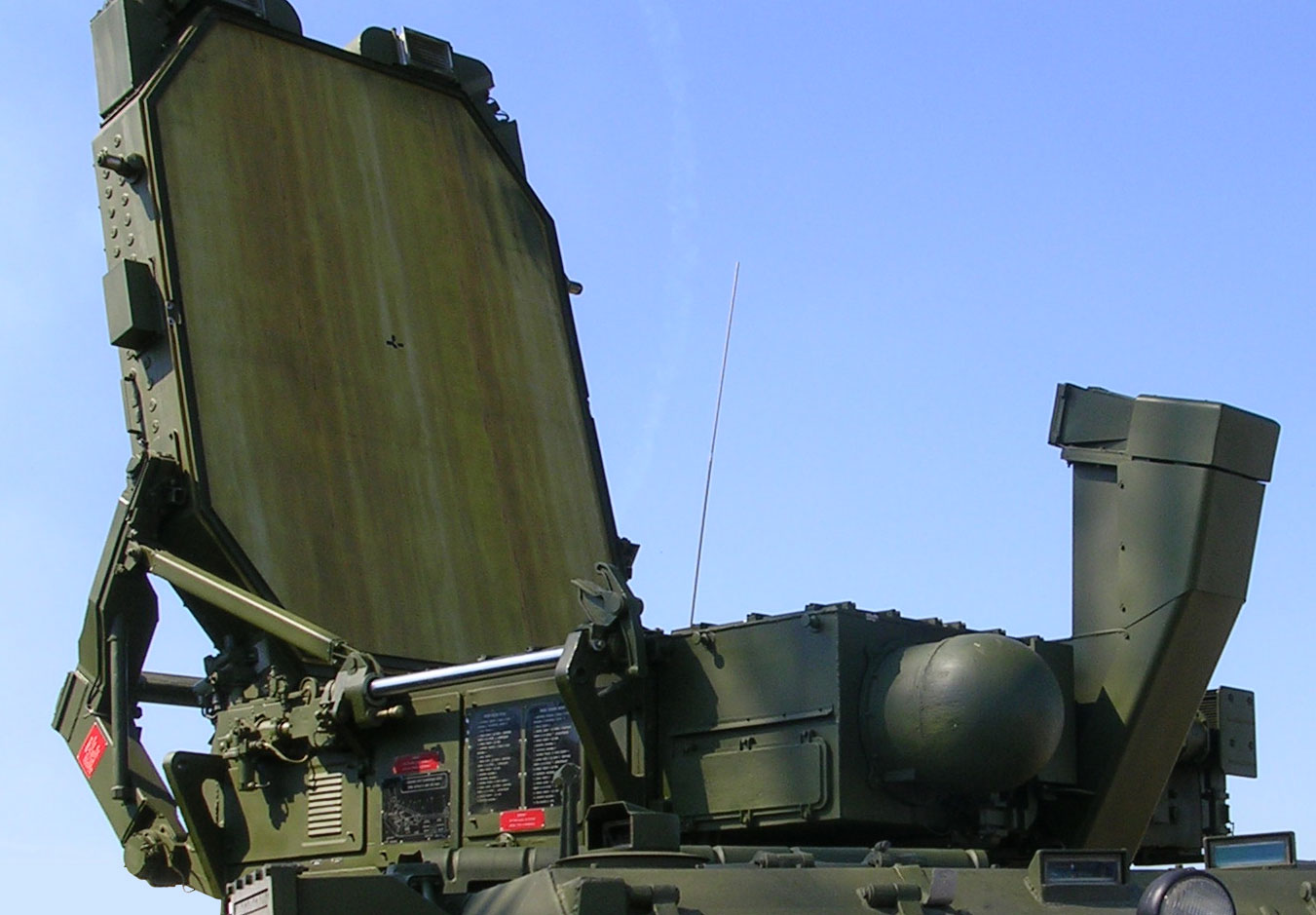
Radar systemu Zoopark-1

## Historia
Współczesne pole walki wymaga błyskawicznego reagowania na pojawiające się zagrożenia. Doświadczenia z I i II wojny światowej wykazały, że największe straty walczące strony ponoszą od ognia artyleryjskiego. Wykrycie nadlatujących pocisków, lokalizacja baterii przeciwnika i ich niszczenie stało się priorytetem. Armia Radziecka w 1948 r. przyjęła na wyposażenie pierwszy system radarowy ARSOM-1 Mołnija umożliwiający wykrywanie nadlatujących pocisków. W kolejnych latach pojawiły się systemy znacznie przewyższające jego możliwości.
W 1980 r. Naukowo-Doświadczalny Instytut Strieła (ros. ФГУП НИИ «Стрела») w Tule rozpoczął prace nad nowym radarem, w którego konstrukcji wykorzystano ścianową antenę z siecią przekaźników o polaryzacji fazowej. Pierwotnie zakładano, że będzie to modyfikacja wcześniejszej konstrukcji, czyli ARK-1 1RŁ239 Ryś (ros. АРК-1 1РЛ239 «Рысь»). Rozwój radarowego systemu rozpoznania artyleryjskiego został zatwierdzony decyzją Rady Ministrów ZSRR z 5 lipca 1981 r. Pracami kierował Wiaczesław Iwanowicz Simaczow. W trakcie prac uwzględniano rosnące potrzeby współczesnego pola walki oraz pojawiające się nowe rozwiązania technologiczne. Projekt systemu został wykonany i przekazany do oceny państwowej komisji w 1983 r., projekt techniczny był gotowy jesienią 1984 r. Do 1986 r. powstała dokumentacja projektowa. Testy prototypów kompleksu rozpoczęto dopiero w październiku 1988 r. 1Ł219 Zoopark-1 został poddany testom państwowym w marcu 1990 r. Odbyły się one jednocześnie na poligonach Okręgów Wojskowych Moskwa i Ural. To spowodowało, że nowa konstrukcja została przyjęta na uzbrojenie w 1992 r., a publiczna jego prezentacja miała miejsce rok później. Produkcją seryjną zajął się Swierdłowski Zakład Elektroautomatyczny, gdzie jest kontynuowana do chwili obecnej (stan na styczeń 2023 r.).

### Modernizacja
Rozwojem systemu zajęły się już w latach 80. XX w. dwa instytuty badawcze – macierzysty Naukowo-Doświadczalny Instytut Strieła w Tule (RFSRR) oraz Kompleks Naukowo-Produkcyjny Iskra (ros. НПК «Искра») z Zaporoża (USRR). Badania były prowadzone pod innymi indeksami GRAU, co doprowadziło po rozpadzie ZSRR do powstania dwóch oddzielnych konstrukcji. 
Prace w Rosji  prowadzone były w latach 1999 – 2002. Prawdopodobnie w 2004 roku zmodernizowany radar, oznaczony symbolem 1Ł219Zoopark-1M, wszedł do prób wojskowych. 19 lutego 2008 oficjalnie ogłoszono zakończenie testów państwowych, a w 2007 został przyjęty przez Siły Zbrojne Federacji Rosyjskiej.
Rozwijany system w Zaporożu, po opracowaniu ostatecznie otrzymał nazwę 1Ł220U Zoopark-2 (ukr. 1Л220У «Зоопарк-2») i został oddany do użytku w 2003 r.
Latem 2013 r. koncern Ałmaz-Antiej zaprezentował publicznie modernizację systemu Zoopark-1M, która otrzymała oznaczenie 1Ł260 Zoopark-1M.

## Wersja 1Ł260 Zoopark -1M
Kolejna wersja zmodernizowanego systemu radarowego opracowana przez NPO Strela w Tule, przy współpracy z Koncernem Ałmaz-Antiej. Kontrakt z rosyjskim Ministerstwem Obrony na dostawę zmodernizowanego systemu radiolokacyjnego został podpisany prawdopodobnie w listopadzie 2011. Zmodernizowany radar znajduje się na nowym opancerzonym podwoziu gąsienicowym GM-5955 produkowanym przez Zakłady Budowy Maszyn w Mytiszczi. Nowe specjalne programowanie radaru wykorzystuje najnowsze algorytmy adaptacyjne do wyszukiwania, śledzenia i kompensacji aktywnych zakłóceń z dowolnego kierunku w całym sektorze rozpoznania, a także adaptacyjne metody cyfrowego przetwarzania informacji, które umożliwiają zwiększenie dokładności wyznaczania współrzędnych i prawdopodobieństwa wykrycia i rozpoznania celów. Kompleks przewiduje też możliwość szkolenia załogi z symulacją lotu pocisków wszystkich typów systemów strzelania na tle otaczającego środowiska zagłuszania. 

### Skład systemu
- stacja radiolokacyjna, na podwoziu GM-5955
- pojazd serwisowy i zasilanie rezerwowe na ciężarówkach Ural-4320 08,

#### Charakterystyka pojazdu
- Załoga - 3 osoby,
- Masa - 38100 kg,
- ochrona załogi i sprzętu przed szkodliwymi czynnikami pochodzącymi z broni masowego rażenia, broni strzeleckiej, odłamków min i pocisków.

W 2013 prawdopodobnie kompleks został oddany do użytku.

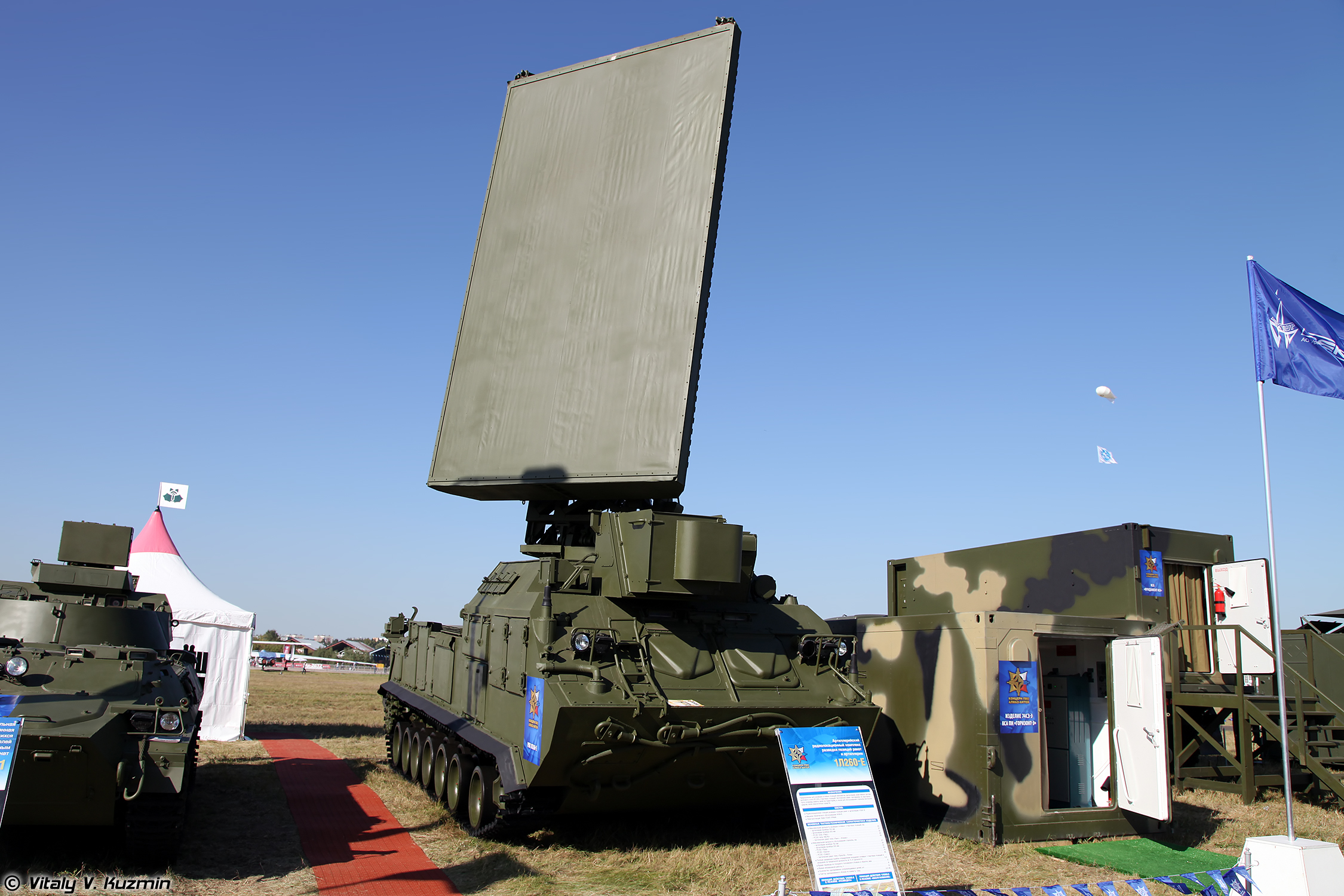
Zoopark-1M
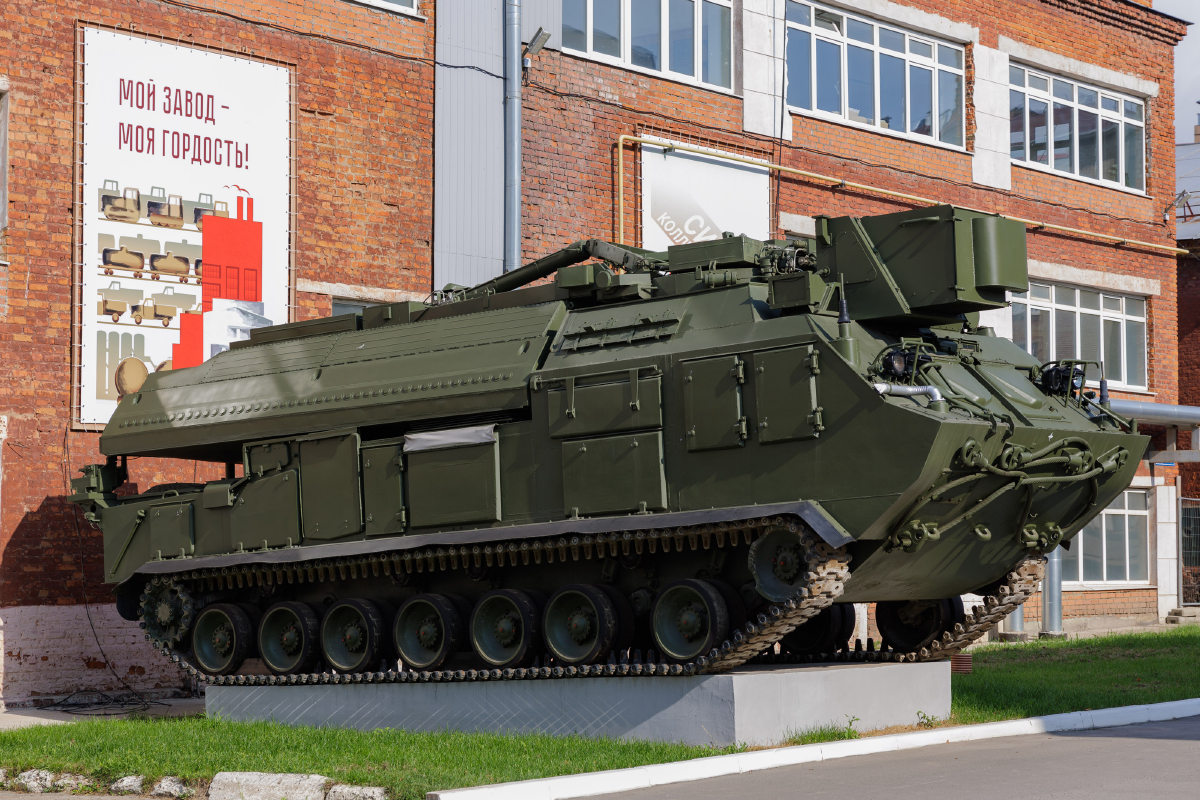
Zoopark-1M na podwoziu GM-5955

## Przeznaczenie
System jest przeznaczony do rozpoznania stanowisk ogniowych wroga (pozycji wyrzutni MLRS, artylerii i moździerzy, wyrzutni rakiet taktycznych i systemów obrony powietrznej itp.), obliczania trajektorii pocisków, korygowania ognia własnej artylerii oraz śledzenia przestrzeni powietrznej i kontroli nad bezzałogowymi statkami powietrznymi. Radar systemu skanuje sektor w zakresie 60° w pionie i 40° w poziomie. W trybie poszukiwania wiązka jest zawężana do wielkości 60° x 1,8°. Po wykryciu celu i przejściu w tryb koordynacji ognia wiązka jest dodatkowo zawężana do rozmiaru 16° x 1,8°. 1Ł219 Zoopark-1 może w ciągu minuty zlokalizować 20 pozycji środków ogniowych i śledzić jednocześnie cztery cele. Dane (współrzędne i odległość względem systemu) są przetwarzane przez komputer Sajwer-2 i uzupełniane za pośrednictwem aparatury radionawigacyjnej Majak, która doprecyzowuje położenie celu na mapie. Te dane są przekazywane jednostkom artylerii i stanowią podstawę do prowadzenia ognia. System pozwala na wykrycie pozycji moździerzy w odległości 15 km, haubic 10 km, wyrzutni rakiet niekierowanych 20 km oraz rakiet taktycznych 35 km. Według producenta 1Ł219 Zoopark-1 ma możliwość obserwacji przestrzeni powietrznej nad polem walki i może wskazywać cele środkom obrony przeciwlotniczej oraz określać położenie własnych samolotów szturmowych i w ten sposób zwiększać skuteczność ich działania. Dodatkowo Zoopark może wspierać bezzałogowe statki powietrzne i retransmitować przesyłany przez nie obraz.
Radar wersji 1Ł219M Zoopark-1M skanuje sektor w zakresie 90° w pionie i 40° w poziomie i jest w stanie wykryć do 70 stanowisk ogniowych wroga na minutę i śledzić jednocześnie 12 celów. System został też opracowany z uwzględnieniem jego wysokiej odporności na zakłócenia elektroniczne. Pociski moździerzowe kalibru 81–120 mm są wykrywane z odległości 18–22 km, pociski artyleryjskie z dział kalibru 105–155 mm z 15–20 km, rakiety z wyrzutni wieloprowadnicowych MLRS kalibru 122–240 mm z odległości 25–35 km, a taktyczne pociski rakietowe z 40–45 km.

### Inne funkcje
W razie potrzeby radar może być wykorzystywany do sterowania lotem bezzałogowych statków powietrznych, a także do kontrolowania ruchu tych i innych typów statków powietrznych w obszarze kontroli. Po zlokalizowaniu na lotnisku można zapewnić śledzenie i dokładne określenie aktualnych współrzędnych samolotu oraz przesyłanie otrzymanych danych do centrum kontroli w czasie rzeczywistym. Kompleks może być również wykorzystywany do ostrzegania ludności cywilnej np. przed atakami rakietowymi, pociskami artyleryjskimi i moździerzowymi. Szybkie obliczenie trajektorii ich lotu pozwala na dokładne określenie miejsca uderzenia pocisków, a tym samym dokładniejsze poinformowanie ludności cywilnej o charakterze zagrożenia, zmniejszając straty od ostrzału.

## Konstrukcja
System jest zamontowany na nadwoziu transportera MT-LBu. Jego głównym elementem jest trójwspółrzędny radiolokator 1Ł259. Antena składa się z 104 modułów zbudowanych z 3328 przesuwników fazowych. W położeniu roboczym antena jest ustawiona pod kątem 17° i ma możliwość obrotu o 360°. Trzyosobowa załoga pojazdu potrzebuje 5 minut na przejście z położenia marszowego do roboczego. Z systemem Zoopark współpracuje samochód obsługi technicznej, który na nadwoziu ciężarówki Ural-4320 holuje zapasowe źródło zasilania ED30-T230P-1RPM o mocy 30 kW, jego obsługę stanowi dwóch żołnierzy. Antena radaru jest wytwarzana przez formowanie wtryskowe na wtryskarce do tworzyw sztucznych. Pozostałe elementy są wykonane w formie wymiennych modułów. Oryginalny projekt anteny jest chroniony prawem patentowym.

## Dane techniczne
- Waga ok. 16095 kg
- Czas rozpoczęcia  kontroli rejonu, maksymalnie 5  min.
- Załoga 3 osoby
- Prędkość maksymalna na drodze utwardzonej 60 km/h
- Długość 7860 mm
- Szerokość 2850 mm
- Wysokość 3340 mm, w pozycji bojowej 5340 mm
- Zasięg 500 km
- Zasilanie radaru podczas działań bojowych odbywa się poprzez generator zasilany silnikiem podwozia,
- Sprzęt do pozycjonowania topograficznego i nawigacji: Urządzenie topograficzne i odbiornik systemu GLONASS[16].

## Użycie bojowe
Dwa pojazdy systemu 1Ł219M Zoopark-1M zostały w 2016 r. dostarczone do Syrii, gdzie wykorzystano je do osłony lotniska w Humajmim. System Zoopark został wykryty w rejonie Doniecka na terenach opanowanych przez separatystów. W okolicy wsi Gorłówka pojazd 1Ł219M został ujawniony w 2016 i 2019 r. przez aktywistów InformNapalm.
System Zoopark-1 został użyty podczas agresji Rosji na Ukrainę w 2022 r. Jeden z jego egzemplarzy został zniszczony przez Siły Zbrojne Ukrainy 19 sierpnia 2022 r. w obwodzie zaporoskim.